# Guacamai roig alagroc
El guacamai roig alagroc (Ara macao) és un ocell gros i colorit, pertanyent al grup dels psitàcids. La distribució abasta un extens territori que va des dels boscos humits tropicals del Sud de Mèxic fins al Nord-est de l'Argentina, des de 0 a 1.000 msnm, no obstant això, la destrucció de l'hàbitat i la captura per al comerç ha contribuït al fet que es trobi actualment en perill d'extinció, havent desaparegut de moltes àrees de la seva distribució original, és així que es troba extinta en estat silvestre a Guatemala, Hondures, i El Salvador.
Mesura entre 81 i 96 cm de llarg, pesa al voltant d'1 kg. El plomatge és principalment escarlata, però el carpó i el plomatge sobre la cua és blava, i groc en la part baixa de les ales. Té pell blanca entorn dels ulls i negra la mandíbula inferior. S'alimenta de fruites i llavors i pot ser observat en arbres alts i decidus de boscos de terres baixes o prop de rierols.
S'aparella per a tota la vida després dels 4 anys. La femella pon 2 a 4 ous blancs en la cavitat d'un arbre que coven per 24 o 25 dies. Crien els pollets durant 105 dies. A l'any d'edat se separen dels pares.

## Descripció
El guacamai roig alagroc mesura uns 84 centímetres de llarg, dels quals més de la meitat és la cua punxeguda i escalada típica de tots els guacamais, tot i que el guacamai roig alagroc té un percentatge més gran de cua que els altres grans guacamais. El pes mitjà és d'aproximadament 1 quilogram. El plomatge és majoritàriament escarlata, però les plomes del dors i la cobertora caudal són de color blau clar, les cobertores superiors de les ales grosses són grogues, les parts superiors de les plomes de vol són de color blau fosc, igual que els extrems de les de la cua, i la part inferior de les plomes de vol i la cua són de color vermell fosc amb iridescència daurada metàl·lica. Alguns individus poden tenir verd a les ales. La subespècie centreamericana és més grossa i fa una mitjana de 89 cm o de llargada.
Hi ha pell blanca nua al voltant de l'ull i des d'allà fins al bec. Diminutes plomes blanques es troben a la zona facial. La mandíbula superior és majoritàriament de color banya pàl·lid i la inferior és negra. Els joves tenen els ulls foscos; els adults tenen els ulls groc clar.
Sovint es confon amb el guacamai roig alaverd (Ara chloropterus), una mica més gros, però aquest té línies vermelles més diferents de la cara i no té groc a l'ala.
Els guacamais escarlata fan xiscles, xiscles i crits guturals molt forts, aguts i de vegades greus, dissenyats per transportar molts quilòmetres per cridar els grups.
El guacamai roig alagroc pot viure fins a 75 o fins i tot 90 anys en captivitat, tot i que una vida útil més típica és de 40 a 50 anys.

## Distribució i hàbitat
El guacamai roig alagroc habita principalment selves tropicals subtropicals humides de terres baixes, boscos oberts, vores de rius i sabanes. En algunes regions, se sap que visiten periòdicament dipòsits minerals naturals (o "colps"), normalment en zones riques en argila i sediments, que els guacamai mengen amb finalitats digestives i per obtenir nutrients vitals, com ara sodi i calci. L'àrea de distribució sud-americana de l'espècie és extensa, abastant gran part de la conca amazònica i la selva tropical de la meitat nord del continent, i estenent-se fins al sud del Perú (a l'est dels Andes) i Bolívia. A Bolívia, és força comú a la Reserva d'Aquicuana, al departament nord-oriental de Beni (prop de la ciutat de Riberalta, la capital de la regió amazònica boliviana).
Al sud d'Amèrica del Nord i Central, l'àrea de distribució de l'espècie s'estén des de la península del Yucatán (extrem sud-est de Mèxic i Belize) i cap al sud a través de Guatemala, El Salvador, Hondures i Nicaragua, així com l'illa de Coiba. Es veu amb poca freqüència al continent de Panamà, però es coneix a Costa Rica en regions aïllades de la costa del Pacífic, principalment prop de la península de Nicoya, el Parc Nacional de Carara i la península d'Osa.
A Florida, Estats Units, diversos exemplars s'han escapat del captiveri en diverses ocasions al llarg de la història, sigui inadvertidament a causa d'huracans o altres fenòmens meteorològics extrems, o sent alliberats deliberadament pels humans; tanmateix, no hi ha proves que suggereixin que aquesta població estigui establerta i reproduint-se, i només pot persistir a causa d'alliberaments o escapades contínues. És probable que aquests ocells no autòctons es mantinguin gràcies a l'alimentació deliberada dels residents que gaudeixen veient-los als patis. L'espècie també es troba com a espècie introduïda a Puerto Rico.
Hi ha una petita població introduïda a Kirkby Stephen, Cumbria, havent estat introduïda a la zona al voltant del 2010. Aquesta població, que inclou diversos guacamais blaus (A. ararauna), es va introduir al poble al voltant del 2010; Estan entrenats per volar lliurement per la zona, tornant a un centre de conservació per obtenir menjar i refugi al vespre.

## Comportament

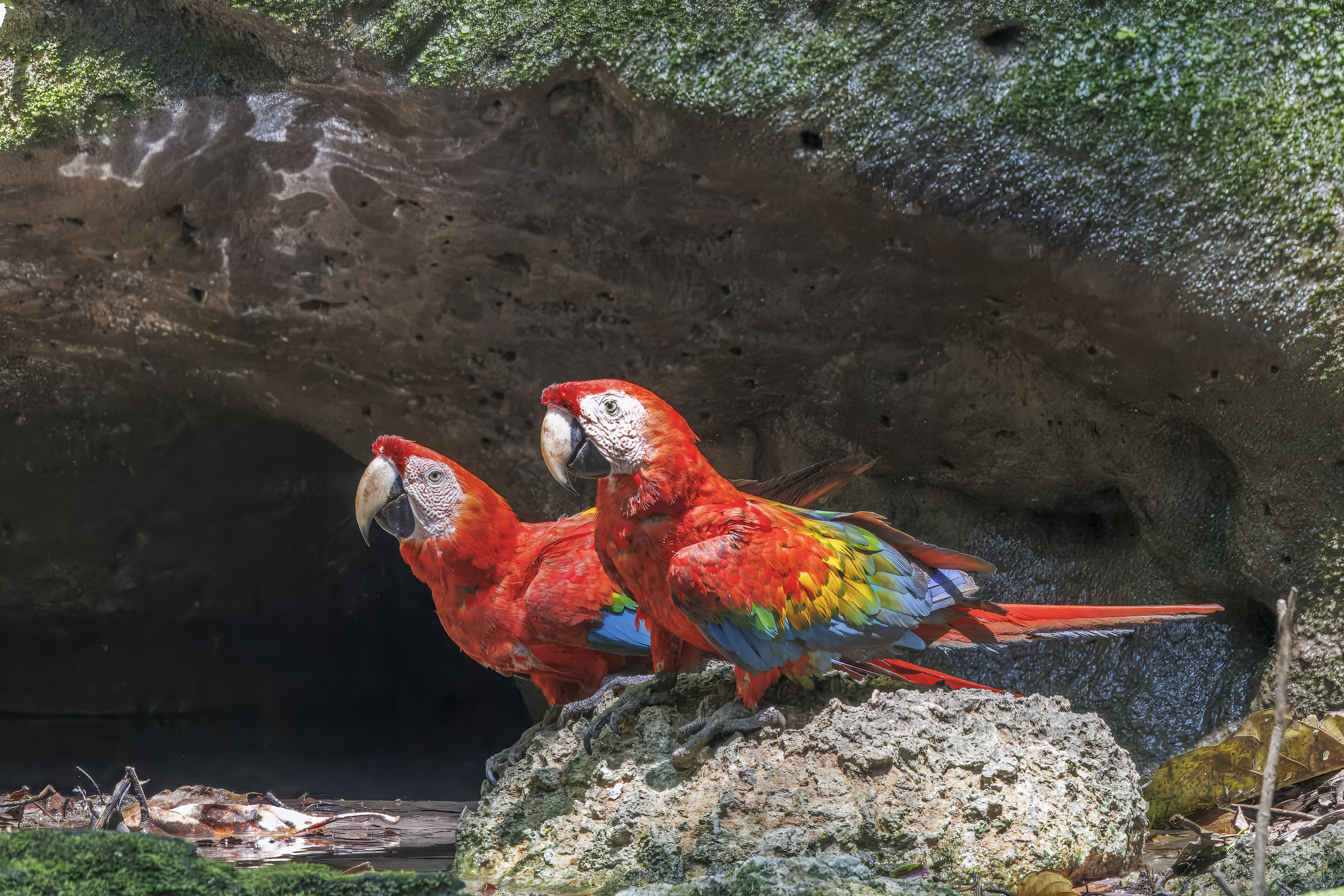
Parella de guacamais roig alagroc.

Un albirament típic és d'un sol ocell o una parella volant per sobre del dosser del bosc, tot i que en algunes zones es poden veure estols. Sovint es reuneixen en talussos d'argila. El guacamai roig alagroc es comunica principalment a través de sons estridents; tanmateix, la comunicació vocal és molt variable, i se sap que en captivitat són hàbils imitadors de la parla humana.

### Alimentació
El guacamai roig alagroc en estat salvatge s'alimenta de fruites, fruits secs, llavors, flors i nèctar.
Igual que amb les espècies de lloros més petits, s'ha constata que també consumeix insectes, larves i caragols; tanmateix, això sembla ser rar per als guacamais i no és un component important de la dieta. Es creu que les llavors de Cnidoscolus i Schizolobium són les principals fonts de proteïnes per als guacamai roig alagroc que nien.

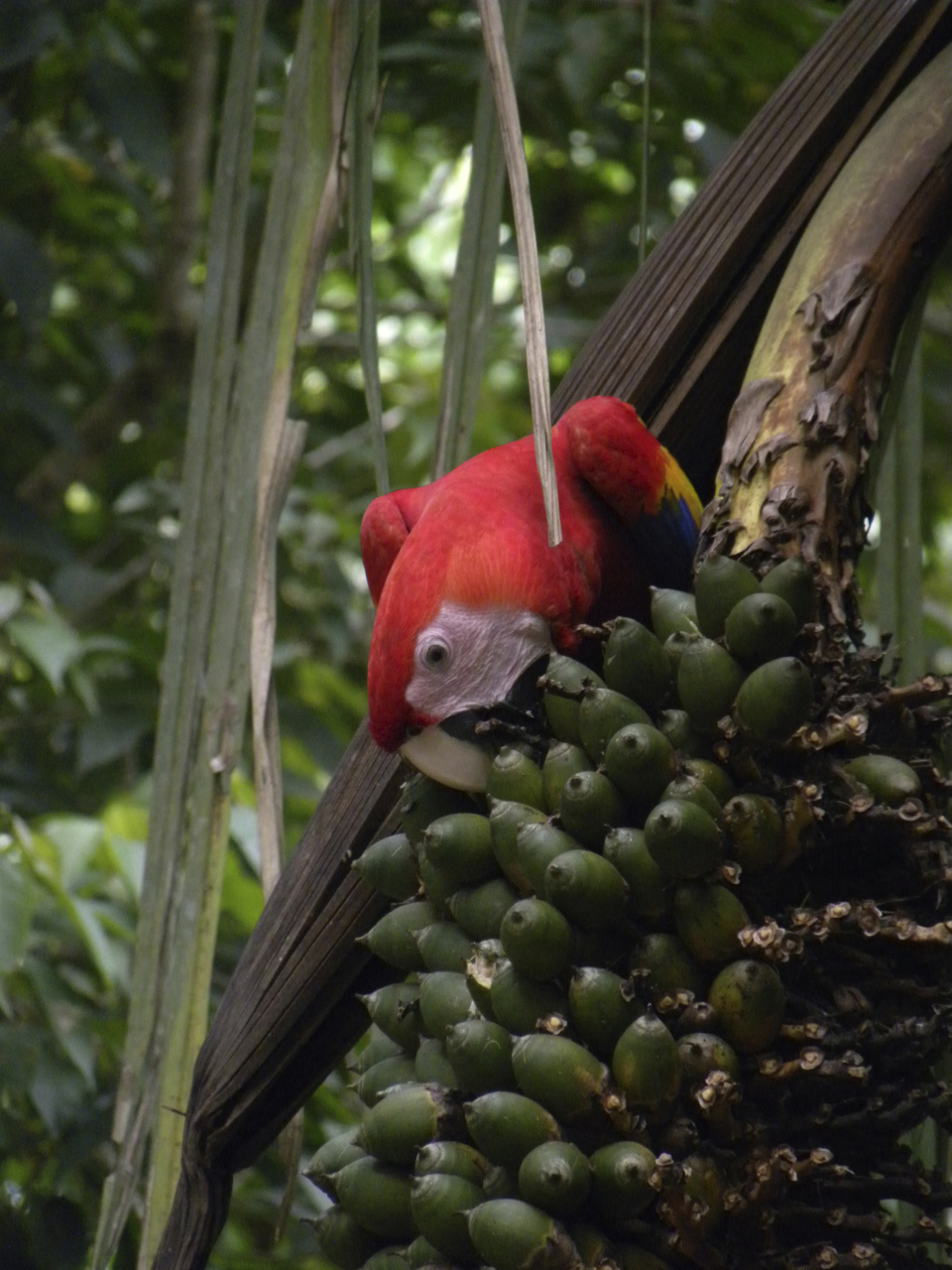
Guacamai roig alagroc alimentant-se Ara macao de fruits dAttalea.

Al Pacífic Central de Costa Rica ha après a alimentar-se d'arbres introduïts de tec (Tectona grandis) i ametller íncic. Les organitzacions locals sense ànim de lucre han plantat centenars d'aquests arbres al llarg de la costa des de la conca del riu Tárcoles fins a la platja d'Esterillos, cosa que ha ajudat a augmentar dràsticament la població. Els esforços combinats i l'ecoturisme correcte també tenen un paper important en la conservació d'aquests majestuosos ocells. Les empreses turístiques al llarg del riu Tárcoles i els manglars han apostat per la importància de l'observació d'ocells com a actiu per al creixement de la població de guacamai roig alagroc.

### Aparellament
Tot i que és relativament dòcil la majoria de les èpoques de l'any, el guacamai roig alagroc pot ser molt agressiu durant el període de cria. El guacamai roig alagroc és una espècie monògama, i els individus romanen amb una sola parella durant tota la seva vida. La femella pon dos o tres ous blancs en una gran cavitat d'un arbre. La femella incuba els ous durant unes cinc setmanes, i els pollets surten del niu uns noranta dies després de descloure i abandonen els pares aproximadament un any després. Els pollets arriben a la maduresa sexual cinc anys després.

## Estat de conservació
L'hàbitat del guacamai roig alagroc també es considera que té la major extensió latitudinal per a qualsevol ocell del gènere Ara, ja que la distribució territorial màxima estimada cobreix 6.700.000 km². No obstant això, l'hàbitat del guacamai roig alagroc està fragmentat i l'ocell es limita principalment a petites poblacions disperses per la distribució original a l'Amèrica Central. Tanmateix, com que encara es troben en gran nombre a la major part de la distribució original a Amèrica del Sud, l'espècie està classificada per la UICN com de risc mínim. Actualment, s'estima que la població salvatge és d'entre 50.000 i 499.999 individus.
El comerç internacional de l'espècie (incloses les parts i derivats) està prohibit perquè està inclòs en l'Apèndix 1 del CITES a causa de la caça furtiva per al comerç d'animals de companyia.
La subespècie del nord, A. m. cyanopterus, està catalogada com a en perill d'extinció pel Servei de Pesca i Fauna Salvatge dels Estats Units (USFWS). L'USFWS estima que només queden entre 2.000 i 3.000 ocells d'aquesta subespècie en estat salvatge.

## Avicultura
El guacamai roig és un exemple primerenc de lloro que es reprodueix en captivitat. Al segle XI, la cria en captivitat va tenir lloc al nord de Mèxic a Paquime (també anomenat Casas Grandes) i molt probablement al sud-oest de Nou Mèxic a la vall de Mimbres. S'hi va descobrir corrals de cria, perxes, ossos i fragments de closques d'ou. La naturalesa senzilla de la cria del guacamai roig alagroc i el valor de les plomes en el comerç van crear un mercat per al comerç en què els animals s'utilitzaven en rituals religiosos al nord de la regió de l'altiplà de Colorado.
Avui dia, el guacamai roig alagroc es troba en captivitat a tot el món, però està millor representat en captivitat a les Amèriques. Les tècniques de captivitat desenvolupades a partir del comerç d'animals de companyia han afectat positivament les poblacions salvatges: a les zones amb baixes poblacions de guacamai, les cries "extra" que normalment moren al niu poden ser criades per mans humanes i alliberades a la natura per reforçar la població, com ha fet el Projecte Guacamai de Tambopata. La dieta en captivitat, la incubació d'ous, l'eclosió assistida, la cria manual, la criança conjunta, la cria amb els pares, el naixement, la maduració i la reproducció són ben conegudes dins de la comunitat avícola (revista AFA Watchbird).

## Genètica
El maig de 2013, es va anunciar que un equip de científics, dirigit pel Dr. Christopher M. Seabury i el Dr. Ian Tizard de la Universitat Texas A&M, havia seqüenciat el genoma complet de guacamais roig alagroc. Basant-se en aquest genoma, es van desenvolupar marcadors genètics de microsatèl·lits específics de l'espècie per ajudar en estudis genètics a tota l'àrea de distribució de l'espècie. Aquests marcadors genètics es van validar posteriorment sobre la quantitat mínima d'ADN adquirida de les plomes i es van aplicar per estudiar el guacamai roig alagroc i el roig alaverd en un paisatge tropical on l'ADN es pot degradar molt ràpidament. Es va demostrar que aquests marcadors eren útils per estudiar la genètica de poblacions i la identificació d'individus en el paisatge de l'Amazònia peruana.

## Taxonomia
El guacamai roig alagroc va ser descrit formalment pel naturalista suec Carl Linnaeus el 1758 a la desena edició del seu Systema Naturae amb el nom binomial Psittacus macao. El guacamai roig alagroc ara es troba dins del gènere Ara (Lacépède, 1799), un dels 6 gèneres de guacamai centreamericans i sud-americans.
Les dues subespècies es poden reconèixer per la mida i el detall del color de les plomes de les ales:
- A. m. macao (Linnaeus, 1758) - Sud-amèrica. A les ales, les cobertores mitjanes i secundàries tenen puntes verdes.
- A. m. cyanopterus (Wiedenfeld, 1995) - Amèrica Central. És més gros i té les ales blaves en lloc de verdes.